# Alþýðuflokkurinn
Alþýðuflokkurinn var ett socialdemokratiskt politiskt parti på Island som bildades 1916 och upplöstes i maj 2000. Partiet var ett av de partier som detta år gick ihop till det nya partiet Samfylkingin.
Kommúnistaflokkur Íslands (Islands kommunistiska parti) bröt sig ur detta parti år 1930.